# Халха (регион)
Ха́лха (монг. Халх — «щит») — историческая область Монголии.

## История
Понятие «Халха» появилось в Монголии в XV—XVI веках и обозначало земли, расположенные к северу от пустыни Гоби. Халха представляла собой территорию, разбитую на владения множества мелких восточно-монгольских ханств, враждовавших между собой. Попытка объединить их в единое государство была предпринята Даян-ханом (великий хан в 1479—1543), однако вскоре после его смерти страна вновь превратилась в группу раздробленных княжеств. Согласно монгольским летописям, в XV веке Халха делилась на 5 отоков (уделов), в XVII веке она состояла из 7 хошунов, или 13 отоков.
В 1660-х годах в Халхе началась кровопролитная междоусобная война, в результате которой в стране сложились две враждующие между собой группировки. Одна из них поддерживалась Джунгарским ханством, на стороне другой выступила маньчжурская империя Цин. В результате в 1688 году началась война между Джунгарией, во главе которой стоял хан Галдан Бошогту, и Халхой во главе с Тушэту-ханом Чихуньдоржем и первым монгольским Богдо-гэгэном Дзанабадзаром. При этом властитель Джунгарии преследовал цель объединить под своей властью всю Монголию, чтобы противостоять цинским армиям. Однако большинство халхаских ханов выступили против объединительных планов Галдана Бошогту, а когда в вооружённой борьбе они оказались разбиты — то, не желая подчиняться ойратским ханам, обратились к цинскому императору Канси принять Халху в маньчжурское подданство. В 1691 году у озера Долоннор была проведена церемония, обозначившая вхождение Халхи в Цинскую империю.
В 1755—1758 годах в Халхе, получившей у маньчжуров ещё в середине XVII века название Внешней Монголии, происходили антиманьчжурские восстания под руководством князя Амурсаны и нойона Чингунжава, но они были подавлены. При цинском правлении Халха была административно разделена сначала на три, а затем на четыре аймака, во главе которых стояли ханы.
В 1911 году в Урге был создан комитет из крупнейших монгольских нойонов, провозгласивших независимость Внешней Монголии. Главой монгольского государства был избран духовный глава страны — Богдо-гэгэн VIII. Однако независимость страны не была поддержана мировыми державами и в 1915 году Кяхтинским соглашением для Внешней Монголии была предусмотрена лишь автономия в составе Китайской республики, предъявившей претензии на всё «наследие» бывшей империи Цин. В 1919 году эта автономия, в нарушение Кяхтинского соглашения, была упразднена в одностороннем порядке Китаем. В феврале 1921 года китайцы были изгнаны из Внешней Монголии Азиатской конной дивизией барона Унгерна. Монголия вновь стала независимым государством. В 1924 году на территории исторической Халхи была образована Монгольская народная республика.